# Anticlea neglecta
Anticlea neglecta là một loài thực vật có hoa trong họ Melanthiaceae. Loài này được (Espejo, López-Ferr. & Ceja) Zomlefer & Judd mô tả khoa học đầu tiên năm 2002.